# Hrazdan
A név más jelentéseihez lásd Hrazdan (egyértelműsítő lap)
Hrazdan (örményül: Հրազդան, Örményország ötödik legnagyobb városa, Kotajk tartomány székhelye.
1. ↑  https://citypopulation.de/en/armenia/admin/kotayk/0701__hrazdan/